# قائمة الأفلام الإيفوارية في الترشيحات الأولية لجائزة الأوسكار لأفضل فلم أجنبي
قدمت ساحل العاج فيلمًا لجائزة الأوسكار لأفضل فيلم بلغة أجنبية لأول مرة في عام 1976.
يتم تسليم الجائزة سنويًا من قبل أكاديمية فنون وعلوم الصور المتحركة إلى الأفلام السينمائية الطويلة التي أُنتجت خارج الولايات المتحدة، والتي تتضمّن بشكل أساس على حوار غير إنجليزي.

## الأفلام المقترحة
منذ سنة 1956، دعت أكاديمية فنون وعلوم الصور المتحركة صُنّاع الأفلام في مختلف البلدان لتقديم أفضل فيلم لجائزة الأوسكار لأفضل فيلم بلغة أجنبية. تُشرف لجنة جائزة الأوسكار لأفضل فيلم بلغة أجنبية على العملية وتستعرض جميع الأفلام المقدمة. بعد ذلك، يُقام التصويت عبر الاقتراع السري لتحديد المرشحين الخمسة للجائزة. فيما يلي قائمة بالأفلام التي قدمتها ساحل العاج لمراجعتها من قبل الأكاديمية للحصول على جائزة الأوسكار لأفضل فيلم بلغة أجنبية.
| السنة (الحفل)                                  | عنوان الفيلم في الترشيح | العنوان الأصلي             | اللغة              | المُخرج          | النتيجة             |
| ---------------------------------------------- | ----------------------- | -------------------------- | ------------------ | --------------- | ------------------- |
| 1976 حفل توزيع جوائز الأوسكار التاسع والأربعون | أبيض وأسود بالألوان     | Noirs et Blancs en couleur | الفرنسية           | جان جاك أنو     | فاز بجائزة الأوسكار |
| 2015 حفل توزيع جوائز الأوسكار الثامن والثمانون | Run                     | Run                        | الفرنسية           | Philippe Lacôte | لم يُرشّح             |
| 2020 حفل توزيع جوائز الأوسكار الثالث والتسعون  | Night of the Kings      | La Nuit des rois           | الفرنسية، الديولية | Philippe Lacôte | في الانتظار         |